# Ferdinand de Saussure
Pour les articles homonymes, voir Saussure.
Ferdinand de Saussure, né à Genève le 26 novembre 1857 et mort à Vufflens-le-Château le 22 février 1913, est un linguiste suisse. Reconnu comme le précurseur du structuralisme en linguistique, il s'est aussi distingué par ses travaux sur les langues indo-européennes.
On estime (surtout en Europe) qu'il a fondé la linguistique moderne et établi les bases de la sémiologie. Dans son Cours de linguistique générale (1916), publié après sa mort par ses élèves, il définit certains concepts fondamentaux (distinction entre langage, langue et parole, entre synchronie et diachronie, caractère arbitraire du signe linguistique, etc.) qui inspireront non seulement la linguistique ultérieure mais aussi d'autres secteurs des sciences humaines comme l'ethnologie, l'analyse littéraire, la philosophie et la psychanalyse lacanienne.

## Biographie
Issu d'une famille genevoise d'illustres savants, Ferdinand de Saussure est né en 1857. Il est le fils de Henri de Saussure, entomologiste et de Louise de Pourtalès, le frère de Léopold de Saussure et de René de Saussure, espérantophone. On peut également noter dans sa généalogie Horace-Bénédict de Saussure, naturaliste et géologue, son arrière-grand-père, considéré comme l'un des fondateurs de l'alpinisme, et le fils de ce dernier Nicolas Théodore de Saussure, chimiste et botaniste. Il se marie avec Marie Faesch (1867-1950). Ils ont trois enfants, Jacques de Saussure, Raymond de Saussure, médecin et psychanalyste, et André de Saussure.

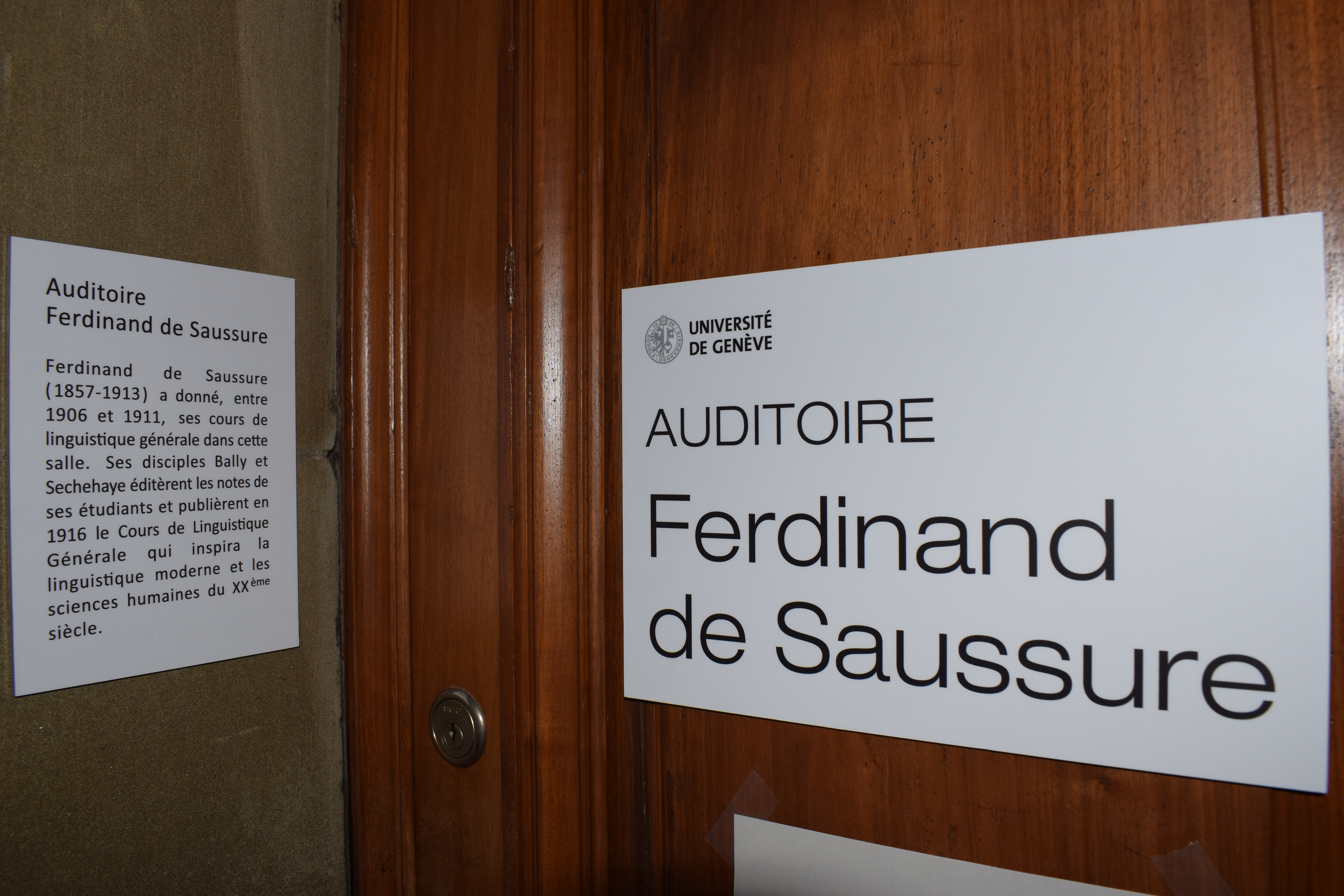
Écriteau à l'entrée de la salle B105 de la Faculté des Lettres de l'Université de Genève dans laquelle Saussure enseigna la linguistique générale.

Après avoir achevé ses études secondaires au collège de Genève, il se rend en 1875 à Leipzig où se trouvait la plus célèbre université de philologie de l'époque, puis un semestre à Berlin avec Heinrich Zimmer et à Paris. En 1877, Ferdinand de Saussure communique à la Société de Linguistique de Paris son premier article qu'il développera dans son Mémoire sur le système primitif des voyelles dans les langues indo-européennes paru à Leipzig. Deux ans plus tard, il présente également à Leipzig sa thèse de doctorat : De l'emploi du génitif absolu en sanscrit. La carrière française de Ferdinand de Saussure a commencé à Paris, avec l'enseignement de grammaire comparée qu'il a donné à l'École Pratique des Hautes Études de 1881 à 1891, entre ses vingt-quatre et trente-quatre ans, et qui a eu pour le développement de la linguistique française une importance décisive. Il y enseigna la linguistique indo-européenne, avant de retourner en Suisse. Il enseigna à l'université de Genève jusqu’à sa mort, le sanskrit, le lituanien et la linguistique générale entre autres. Le cours de linguistique générale qu'il donna à l'Université de Genève en 1907, 1908 et 1910, deviendra, grâce au concours de ses élèves, le célèbre Cours de linguistique générale. Ferdinand de Saussure mourut en 1913 à Vufflens-le-Château dans le canton de Vaud d’une maladie pulmonaire, probablement un cancer du poumon.
Ferdinand de Saussure est l'un des linguistes les plus cités au monde, ce qui est remarquable car il n'a guère publié de son vivant. Même ses quelques articles scientifiques ne sont pas sans problème. Ainsi, par exemple, sa publication sur la phonétique lituanienne est prise en gros d'après les études du chercheur lituanien Friedrich Kurschat, avec qui Saussure a voyagé, en août 1880 en Lituanie pendant deux semaines et dont Saussure avait lu les livres en langue allemande. Saussure, qui avait étudié la grammaire de base de la langue lituanienne à Leipzig pendant un semestre était néanmoins incapable de parler la langue, et était donc dépendant de Kurschat. On peut également se demander dans quelle mesure le Cours lui-même est dû à Saussure (seulement). Des études ont signalé qu'au moins la version actuelle et son contenu trouvent plus probablement leur origine chez les éditeurs Charles Bally et Albert Sechehaye. Les travaux de Ferdinand de Saussure et ses successeurs Bally et Sechehaye, pris comme un ensemble forment l'école linguistique de Genève, ou simplement, l'école de Genève,.

## Travaux

### LesAnagrammes
Avant de travailler au Cours de linguistique générale, Saussure se livre à des études sur la poésie antique (vers saturnien, poésie homérique, poésie latine, métrique védique). Il cherche à montrer l'existence de contraintes phoniques particulières en plus des règles de métriques et de quantité. Son intuition est qu'un mot sous-jacent (hypogramme) détermine la configuration des sons dans les poèmes. Chaque vers doit reprendre les phonèmes présents dans le mot déterminant. Par exemple, le vers oraculaire « Ad mea templa portato », rapporté par Tite-Live, contient l'anagramme d'Apollon (Apolo). Apo se lit dans « templa portato », le l dans « templa », le o long dans « portato ». Le premier éditeur de ce texte, Jean Starobinski, n'a pas manqué de signaler le caractère douteux d'une telle méthode, qui peut mener à trouver partout des « hypogrammes », en les projetant dans le texte.
Saussure émet également l'hypothèse que la métrique védique a recours aux anagrammes pour insérer, sous toutes ses formes grammaticales, le nom du dieu auquel les vers sont consacrés. La poésie védique serait ainsi liée selon lui aux premiers linéaments de la science du langage indienne.

### Sources
Le Cours de linguistique générale, publié en 1916, constitue le document le plus important dont le XXe siècle dispose pour connaître la pensée de Saussure. Cependant ce texte n'est pas rédigé par Saussure, mais par deux disciples, Charles Bally et Albert Sechehaye, qui, en se fondant sur les notes des étudiants, rédigèrent un texte censé rendre compte de sa pensée.
Ce n'est que dans les années 1960 que commence à se développer une étude plus précise des sources, visant à identifier, à partir de ses propres manuscrits, les idées appartenant à Saussure.

### Langage, langue et parole
La fin ultime de Saussure est de proposer une théorie cohérente du langage, qui sera à même de saisir son objet avec la plus grande rigueur et netteté possibles, en distinguant le phénomène linguistique de tout phénomène connexe. Cela amène Saussure à distinguer le langage des langues.
Par langage, Saussure entend la faculté générale de pouvoir s'exprimer au moyen de signes. Cette faculté n'est pas propre aux langages naturels mais elle caractérise toute forme de communication humaine. Par langue, Saussure entend en revanche un ensemble de signes utilisés par une communauté pour communiquer : le français, l'anglais ou l'allemand, pour ne citer que quelques exemples.
Mais au-delà de cette distinction, Saussure différencie en outre la langue et la parole. La parole est, pour lui, l'utilisation concrète des signes linguistiques dans un contexte précis. Par ce concept de parole, Saussure tente de distinguer l'usage concret du langage de la langue elle-même, entendu comme ensemble de signes.

### Synchronie et diachronie
La langue a une dimension diachronique (évolution des signes au cours du temps) et une dimension synchronique (rapports entre les signes à un instant donné). C'est dans l'étude de ce second aspect que Saussure a particulièrement innové. Selon lui, la perspective diachronique doit être étudiée, certes, mais elle ne permet pas de rendre compte du fait que la langue est un système. Elle prend en effet uniquement en compte les modifications au cours du temps ; l'approche synchronique montre, elle, que la signification des signes dépend de la structure de l'ensemble de la langue.

### La langue comme système
La théorie linguistique de Saussure est nettement sémiotique dans la mesure où elle interprète la langue comme un ensemble de signes. Le linguiste distingue dans le signe deux éléments : le signifié et le signifiant. Ainsi que l'écrit Saussure : « Le signifié et le signifiant contractent un lien ». Pierre Legendre, qui analyse la « facture institutionnelle du langage » relève à ce propos que le rapport entre le signifié et le signifiant est un « rapport d'obligation », il s'agit d'un « lien de légalité ». Est posée la nécessité logique d'un garant, autrement dit d'une instance tierce, qui vienne accréditer le rapport signifié–signifiant.

#### Signifié
Le signifié désigne le concept, c'est-à-dire la représentation mentale d'une chose. Contrairement à une idée répandue, la langue n'est pas un répertoire de mots qui refléteraient les choses ou des concepts préexistants en y apposant des étiquettes. Si c'était le cas, les mots d'une langue, mais aussi ses catégories grammaticales auraient toujours leur correspondant exact dans une autre. Cette observation conduit Saussure à distinguer signification et valeur : « mouton » et « sheep » ont le même sens, mais non la même valeur, puisque l'anglais pour sa part distingue sheep, l'animal, de sa viande, mutton ; il en est aussi ainsi de l'opposition passé défini (simple)–passé, et indéfini (composé)-passé qui expriment une opposition d'aspect en anglais ou en castillan et une valeur d'usage (écrit–oral) en français contemporain. Ainsi le contenu (le signifié) est un concept défini négativement du fait de l'existence ou de l'absence dans une langue d'autres concepts qui lui sont opposables.

#### Signifiant
Le signifiant désigne l'image acoustique d'un mot. Ce qui importe dans un mot, ce n'est pas sa sonorité en elle-même, mais les différences phoniques qui le distinguent des autres. Sa valeur découle de ces différenciations. Chaque langue construit son lexique à partir d'un nombre limité de phonèmes, caractérisés comme les signifiés, non par leur qualité propre et positive, mais par ce qui les oppose : rouler un « r » en français est sans conséquence pour la compréhension ; ne pas le faire en arabe conduit à des confusions, puisque cette langue comporte à la fois une apicale vibrante [r] (« r » roulé) et une fricative vélaire sonore [ġ] (proche du « r » grasseyé français). Les mots rasīl (messager) et ġasīl (lessive) ne se distinguent que par l'opposition r–ġ.

#### Le signe pris dans sa totalité
L'idée fondamentale de Saussure est que la langue est un système clos de signes. Tout signe est défini par rapport aux autres, par pure différence (négativement), et non par ses caractéristiques propres (positivement) : c'est pourquoi Saussure parle de « système ». Nommé pourtant (après sa mort) « père du structuralisme », il n'a jamais, à aucun moment, et c'est notable, utilisé le terme de « structure » : il a toujours parlé de « système ».

#### Arbitraire du signe
Le langage découpe simultanément un signifiant dans la masse informe des sons et un signifié dans la masse informe des concepts.
Le rapport entre le signifiant et le signifié est arbitraire et immotivé : rien, a priori, ne justifie, en français par exemple, qu'à la suite de phonèmes [a-R-b-R] (le signifiant, en l'occurrence, du signe « arbre ») on associe le concept d'« arbre » (le signifié). Aucun raisonnement ne peut conduire à préférer [bœf] à [ɒks] pour signifier le concept de « bœuf ». Saussure se situe, du point de vue épistémologique, dans le nominalisme.

### Deux axes: rapports syntagmatiques et rapports associatifs

#### Unité linguistique
Un discours étant composé d'une succession de signes, Saussure pose la question de la délimitation du signe, indispensable à la compréhension de la chaîne parlée (l'oreille ne peut le distinguer s'il relève d'une langue inconnue). Il est ainsi amené à définir l'unité linguistique comme une tranche de sonorités qui est, à l'exclusion de ce qui précède et de ce qui suit, le signifiant d'un certain concept (le signifié). Ainsi le segment sonore : [ʒ(ə)lapʁɑ̃] (en alphabet phonétique international) est analysé par un francophone en trois unités linguistiques : « je/la/prends/ », ou « je/l/apprends » (le choix entre ces découpages se faisant en fonction du contexte). Pour parvenir à cette analyse, la langue établit entre les unités de sens deux sortes de rapports, indispensables l'un à l'autre.

#### Rapports syntagmatiques
Les unités linguistiques s'enchaînent l'une à l'autre dans le déroulement de la chaîne parlée et dépendent l'une de l'autre. Toute combinaison de deux ou plusieurs signes linguistiques constitue un syntagme. Tout signe placé dans un syntagme tire sa valeur de son opposition à ce qui précède, à ce qui suit ou aux deux : « re-lire », « contre tous », « s'il fait beau » sont des syntagmes composés de deux unités linguistiques ou davantage. On parle de rapports syntagmatiques.

#### Rapports associatifs (ou paradigmatiques, dénomination post-saussurienne)
Les éléments ainsi combinés sont par ailleurs associés chez le locuteur à d'autres qui appartiennent à des groupes multiformes : « enseignement » est relié aussi bien à « enseignant » par parenté qu'à « armement », « chargement »… par suffixation identique ou qu'à « apprentissage », « éducation »… par analogie des signifiés. Alors que les rapports syntagmatiques sont directement observables (in praesentia), les rapports associatifs sont virtuels, sous-jacents (in absentia).
Ces deux types de rapports coopèrent ; la coordination dans l'espace (rapports syntagmatiques) contribue à créer des associations (rapports associatifs) et celles-ci sont nécessaires au repérage et à l'analyse d'un syntagme. Dans le segment sonore [kevuditil] (Que vous dit-il ?), [vu] (vous) est analysé comme unité de sens parce qu'il s'associe à « me », « te », « lui »… qui lui sont opposables : ils pourraient se substituer à [vu] et s'excluent mutuellement. Mais sans la présence de ce qui précède et suit (rapport syntagmatique), [vu] ne peut être perçu comme unité linguistique : c'est le cas dans le syntagme [jəlevu] parce que la combinaison [levu] ne constitue pas un syntagme.

### Linguistique et sémiologie

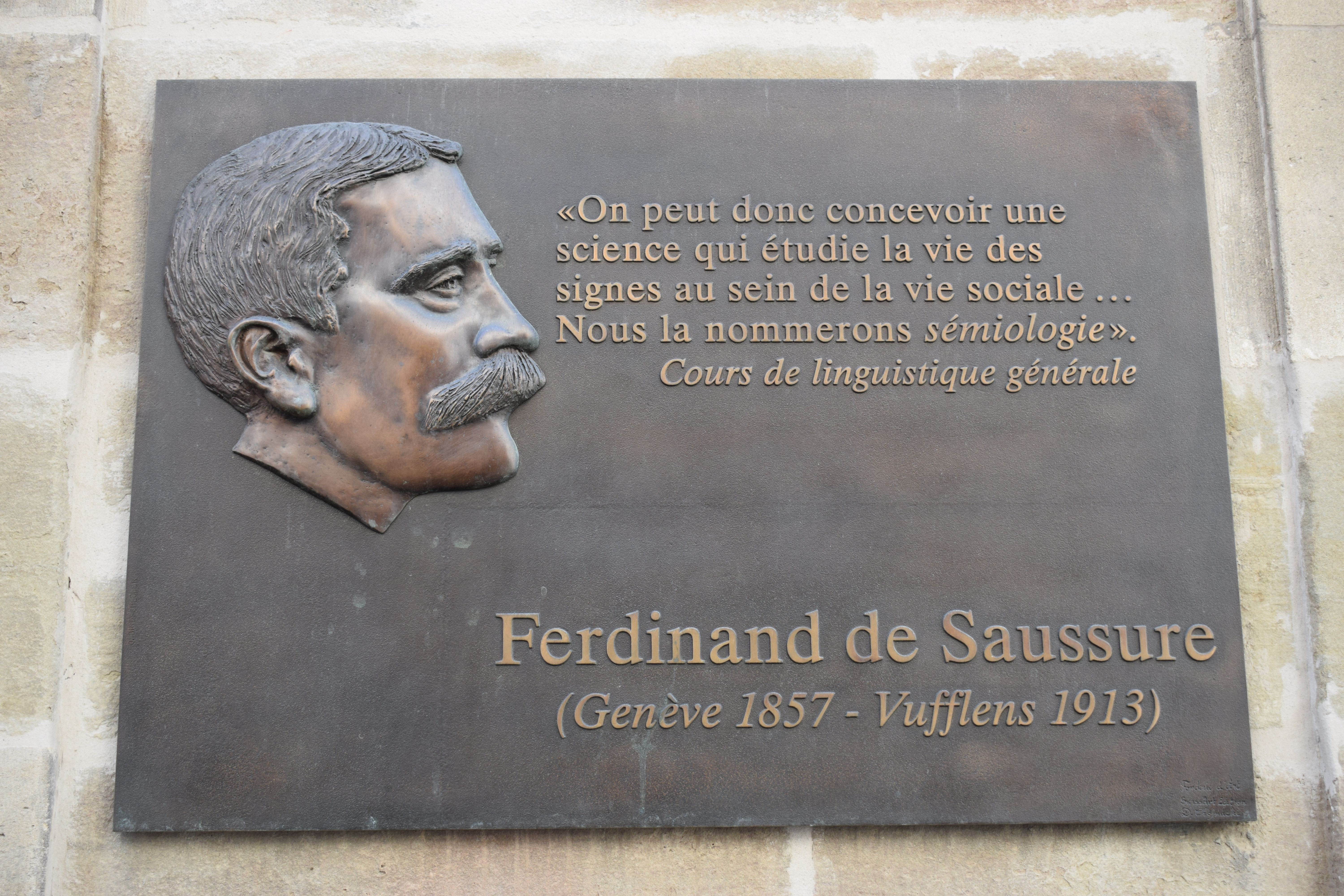
Plaque avec une citation de Ferdinand de Saussure, dans la Vieille-Ville de Genève.

Ferdinand de Saussure a toujours insisté sur les rapports entre linguistique et sémiologie. Par sémiologie, il entend la science sociale qui étudie les signes de manière générale. La linguistique n'était aux yeux de Saussure qu'une branche de la sémiologie. Cependant la linguistique en constitue la branche la plus développée, et la plus importante, en raison de la complexité du langage humain.

## Postérité
La postérité de Saussure fut immense et on reconnaît en lui, généralement, le fondateur du structuralisme, bien que ce mot lui soit postérieur (il parle de la langue comme système). Le structuralisme fut un mouvement de pensée représenté dans différentes branches des sciences humaines : Claude Lévi-Strauss, en ethnologie, Louis Hjelmslev, en linguistique, Tzvetan Todorov, en analyse littéraire, Jacques Lacan, en psychanalyse, et Michel Foucault et Jacques Derrida en philosophie, s'y illustrèrent. Dans le cadre de l'anthropologie dogmatique, Pierre Legendre élabore son analyse du langage à partir des apports de Saussure :

« [O]n sait comment au début des années soixante-dix les althussériens français ont érigé Saussure en fondateur de la linguistique contemporaine. Maintenant que l'on connaît mieux l'histoire de la linguistique au tournant du siècle […], on peut se demander si cette coupure épistémologique n'était pas une version à peine laïcisée du Grand Soir. »

## Bibliographie

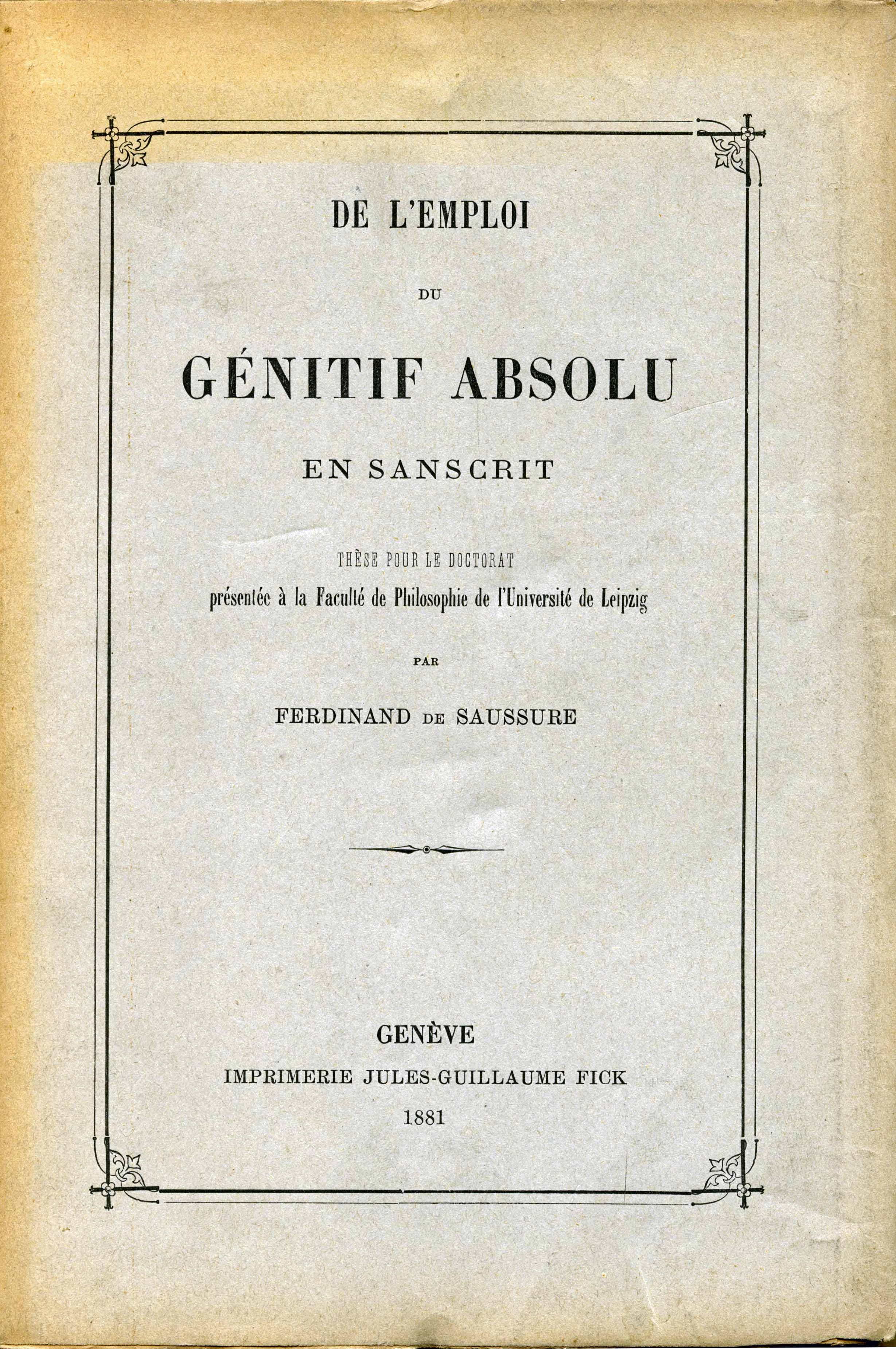
De l'emploi du génitif absolu en sanscrit : thèse de doctorat.

## Archives
- Fonds : Archives Ferdinand de Saussure (1867-1920) [4 mètres linéaires, papiers personnels, correspondances, œuvres, papiers scientifiques].  Cote : CH-000007-9 CH BGE Ms. fr. 3951-3974a, Arch. de Saussure 366-388, Arch. de Saussure 581-582. Genève : Bibliothèque de Genève (présentation en ligne).

Certains documents sont numérisés et consultables en ligne dans la base de données des manuscrits et archives privées de la Bibliothèque de Genève.